# Hermann I. (Schwaben)
Hermann I. († 10. Dezember 949) aus dem Adelsgeschlecht der Konradiner war von 926 bis 949 als erster seiner Familie Herzog von Schwaben und Graf im Engersgau.

## Leben
Hermann war ein Sohn des lotharingischen Herzogs Gebhard und ein Vetter des ostfränkischen Königs Konrad I.
Als im Jahre 926 Herzog Burchard II. von Schwaben in Italien fiel, entbrannte erneut der Kampf um den – bisher nicht erblichen – Titel eines Herzogs von Schwaben; dieser wurde von König Heinrich I. entschieden, indem er die Witwe des Herzogs Buchard II. Reginlinde mit dem ihm nahestehenden Verwandten Hermann I. verheiratete und damit einerseits die Kontinuität im Herzogtum sicherstellte und andererseits klarstellte, dass für die Investitur der Herzöge von Schwaben der König zuständig war und nicht der Adel des Landes. Mit der Verheiratung mit Herzogin Reginlinde konnte Heinrich I. seine Entscheidung für den ortsfremden Hermann die wegen seiner Vorgehensweise aufkommenden Front der schwäbischen Adligen von vornherein besänftigen. Allerdings musste Hermann Konzessionen machen: St. Gallen wurde endgültig dem Schutz des Königs unterstellt, das Bistum Chur erhielt Reichsgut zugesprochen, das der Herzog bislang selbst genutzt hatte.
Das Land avancierte aufgrund der politischen Interessen der Ottonen zum Dreh- und Angelpunkt europäischer Machtpolitik: Die Herrschaft über die Alpenpässe unterstützte die Interessen in Italien, die Herrschaft über die Burgundische Pforte die Interessen in Burgund.
Neben seinem Herzogstitel war Hermann 939 Graf im Lahngau  und 948 Graf im Auelgau; er wurde 947 Laienabt von Echternach und gründete das Stift St. Florin in Koblenz.
Hermann zählte gemeinsam mit seinem Bruder Udo I. von der Wetterau zu den engsten Beratern Ottos. Ottos Sohn Liudolf wurde um die Jahreswende 947/948 mit Hermanns und Reginlindes einziger Tochter Ida (Ita) († 17. Mai 986) vermählt. Er war zusammen mit Reginlinde einer der Stifter des 947 gegründeten Klosters Einsiedeln.
Nach Hermanns Tod am 10. Dezember 949 übertrug König Otto der Große auf dem Reichstag zu Worms 950 das Herzogtum seinem eigenen Sohn Liudolf und nach dessen Tod 954 dem Sohn Reginlindes aus erster Ehe, Burchard III.
Hermann wurde in der – heute nicht mehr existenten – Erasmus-Kapelle der Kirche des Klosters Reichenau auf der im Bodensee gelegenen Insel Reichenau beigesetzt.